# Храм Владимирской иконы Божией Матери в Виноградове
Храм Влади́мирской ико́ны Бо́жией Ма́тери в Виногра́дове — православный храм в Северном районе Москвы, возведённый в 1772—1777 годах по заказу генерал-прокурора Александра Глебова на территории усадьбы Виноградово. По одной из версий, архитектором храма в формах раннего классицизма являлся Василий Баженов, по другой — Матвей Казаков.

## История

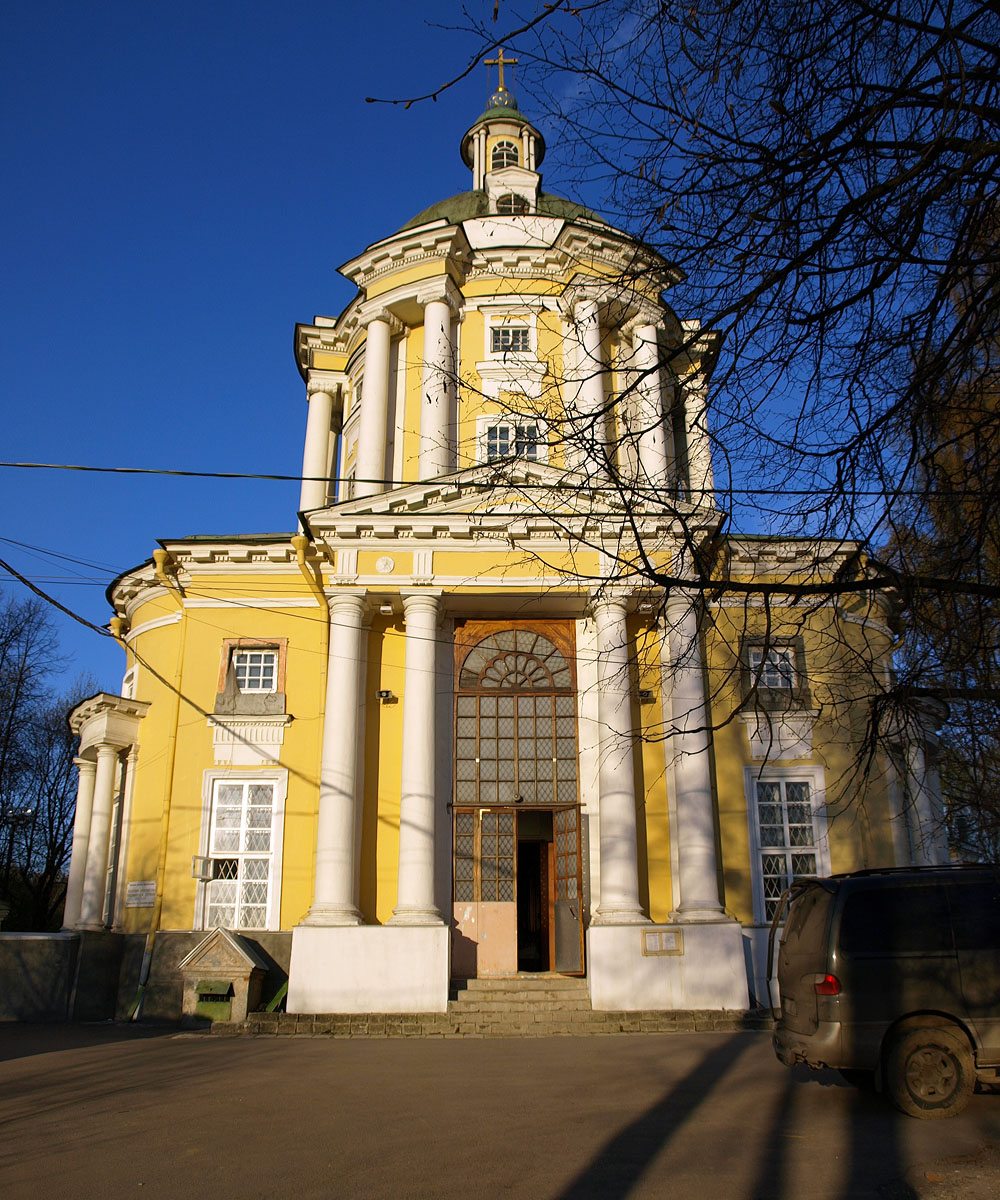
Главный вход в храм Владимирской иконы Божией Матери в Виноградове, 2008 год

В первой половине XVII века по заказу Гавриила Пушкина в деревне Виноградово возвели деревянную церковь, освящённую в честь Владимирской иконы Божией Матери. Согласно дозорным книгам Патриаршего приказа, строительные работы проходили в 1648-м, но некоторые исследователи датируют их двумя годами позднее. Храм поставили неподалёку от усадьбы Пушкиных и оборудовали приделом святого Николая Чудотворца. Предположительно, церковь перестроили в 1696-м, так как в документах 1704 года она уже значится как каменная. К 1729-му поместье выкупил князь Василий Долгоруков, через год он переуступил территорию княжне Марии Фёдоровне Вяземской, которая подала прошение о строительстве при храме нового придела в честь мученика Иоанна Воина. Через год его освятил протопоп Успенского собора Иван Максимов.
В середине XVIII века новым владельцем имения стал генерал-прокурор Александр Глебов. На тот момент пятиглавый храм сильно обветшал: в приделе мученика Иоанна Воина обвалилась стена. Достоверных сведений о починке сооружений не сохранилось, и в 1772 году Глебов получил разрешение от Московской духовной консистории на возведение новой однопрестольной церкви на другом месте в близлежащей Тюриковой пустоши. Доподлинно неизвестно, почему помещик решил провести дорогостоящие работы по строительству полностью нового комплекса вместо восстановления существующего. Некоторые исследователи отмечают, что решение косвенно связано с окончанием эпидемии чумы 1772 года. Изначально объёмно-планировочная композиция должна была иметь формы старого храма. Но архитектор заложил колокольню на расстоянии от северо-восточной стены церкви, на противоположной стороне храма — идентичную башню с нарисованными часами, использовавшуюся под кладовую и ризницу. Здания объединили оградой в форме ровного полукруга, упиравшейся в притворы церкви. Исследователи отмечают необычную планировку храма, которая представлена кругом, вписанным в треугольник. Верхняя часть строения оформлена барабаном с ротондой и куполом. По мнению историка Игоря Грабаря, автором проекта в формах раннего классицизма являлся архитектор Василий Баженов, по другой версии — Матвей Казаков.
К отделке комплекса приступили в 1777 году. Из договора, заключённого с подрядчиками, следует, что иконостас храма посеребрили и позолотили, напротив него протянули карниз с «сухариками и медалионами». Работами руководил золотарь дворцовой интендантской конторы А. Д. Казанцев. Девятнадцать икон для церкви написал живописец Гавриил Антонов сын Доматырёв, занимавшийся также росписями помещений. Из старого храма перенесли престольную икону Владимирской Богоматери, обложенную серебряной ризой с драгоценными камнями и растительными узорами, два позолоченных серебряных креста с мощами апостола Марка, святого Алексия и мученика Трифона Апамейского, церковные книги, посеребрённый подсвечник и образ святого Иоанна без ризы. 10 сентября 1777 года заново открывшийся храм Владимирской иконы Божией Матери освятил архиепископ Платон. При храме начала действовать богадельня для престарелых. Храм и близлежащие постройки неоднократно реконструировали. Так, через восемь лет пол алтарной части просел и был отремонтирован.
Во время московского пожара 1812 года село Виноградово не пострадало, но на территории поместья в течение двух недель квартировали французские войска. В этот период в церкви Владимирской иконы Богоматери «лошадей ставили и огонь раскладывали, отчего в том месте и штукатурка обвалилась», церковную утварь частично разграбили. В 1813-м в усадьбе провели ремонтные работы.
Церковь не отапливалась, и к 1822 году встал вопрос о необходимости возведения тёплого придела. К тому моменту село Виноградово находилось в собственности дворян Бенкендорфов, под руководством которых приступили к строительству придела святого Николая Чудотворца. Через три года новоустроенное помещение освятил архиепископ Филарет. Убранство придела подробно задекларировали: в помещении установили двухъярусный позолоченный иконостас с резными Царскими вратами. Над ними располагалось изображение Тайной вечери, справа поместили икону Христа без оклада и храмовый образ Николая Чудотворца, слева — изображение Богородицы.
К 1915 году храмовый комплекс сильно обветшал: разрушились ограда и часть стен, резные детали иконостаса отвалились. Все повреждения и внутреннее убранство были задокументированы в рапорте архитектора Петра Покрышкина, направленного Императорской археологической комиссией: 

 Внутри карнизы, наличники, хоры — все выдержано в прекрасном архитектурном стиле Louis XVI, стены в главном приделе выбелены, а в южном при ремонте в конце XIX в. стены окрашены масляною краской, настлан метлахский пол, иконостас по фону выкрашен неуместным розовым цветом и резьба частью заменена плохою новою. Главный иконостас ныне имеет черно-синий фон, но прежде был окрашен в багряно-красный цвет, а ещё раньше — в бирюзовый, который и является наиболее уместным. <…> Клиросы сохранились, живопись на них прекрасная, представляющая по стилю нечто среднее между Мурильо и Боровиковским; на балюстраде хора подобная же живопись.
 На средства хозяина поместья Рудольфа Васильевича Германа провели реставрацию комплекса с восстановлением оригинального цветового решения и устройством водяного отопления.
После революции 1917 года церковь продолжала действовать, но в 1930 году у общины конфисковали церковный дом. Известно, что после закрытия Сергиевского храма Иоанно-Предтеченского монастыря в 1937-м его иконостас перенесли в Виноградовскую церковь для устройства дополнительного придела Сергия Радонежского. Помещение расположили симметрично приделу Николая Чудотворца и оборудовали хорами и резным иконостасом, по бокам от которого находились напольные киоты с Черниговско-Гефсиманской иконой Божией Матери и Иоанна Предтечи с частицами мощей святого. В этот же период настоятелем назначили переведённого из Иоаннской обители схиархимандрита Илариона, который после смерти в 1951-м был похоронен у северной стены Виноградовской церкви.
Во время обороны Москвы в ходе Великой Отечественной войны линия фронта находилась в 8 км от церкви, и на крыше поместного храма установили пулемёт. В это время в стенах церкви тайно хранилась глава Сергия Радонежского, извлечённая из раки Троицкого собора. Существуют также свидетельства, что придел в честь святого Сергия Радонежского был освящён только в 1947 году после возвращения реликвии в новооткрытую Троице-Сергиеву лавру и передачи храму в дар частицы мощей.
На протяжении первой половины XX века церковь находилась в полуразрушенном состоянии: карнизы обвалились, крыша поросла деревьями, осыпалась штукатурка. Усилиями служителей храм поддерживали в рабочем состоянии, но капитальный ремонт провели только в 1954 году. Во время реконструкции восстановили белокаменные лестницы, сандрики, выполнили бетонную отмостку, обновили облицовочную штукатурку. Через шесть лет провели очередное подновление фасадов, и в 1967-м по заказу Бюро по охране памятников
архитектуры Московской области строение реконструировали в первоначальных формах. Восстановили утраченные колонки дорического ордена на барабане главного здания, штукатурные тяги и карнизы главного фасада, раскрыли белокаменный декор, воссоздали наличники, заменили кровлю колокольни и дома причта.

## Современность
С начала 2000-х годов в здании воскресной школы при церкви действует музей, основу его экспозиции составили сохранившиеся с первой половины XIX века исповедальные ведомости, брачные обыски, приходно-расходные книги и другое. При церкви также работает молодёжный клуб, регулярно устраивающий концерты и встречи. В 2007-м обветшалый комплекс отремонтировали за счёт частных пожертвований и бюджетных средств: заменили стропильную конструкцию и кровельное покрытие, обновили фасады, установили гранитные ступени главного входа, отреставрировали иконостасы, иконы и росписи приделов. Через десять лет провели очередную реставрацию объекта, во время которой укрепили кирпичную кладку, отремонтировали карнизы, двери и завершения храма.